# Gmina Charter Oak

Położenie Gminy Charter Oak w hrabstwie Crawford

Gmina Charter Oak (ang. Charter Oak Township) – gmina w USA, w stanie Iowa, w hrabstwie Crawford. Według danych z 2000 roku gmina miała 757 mieszkańców, a jej powierzchnia wynosi 92,5 km².